# Struttura di servizio

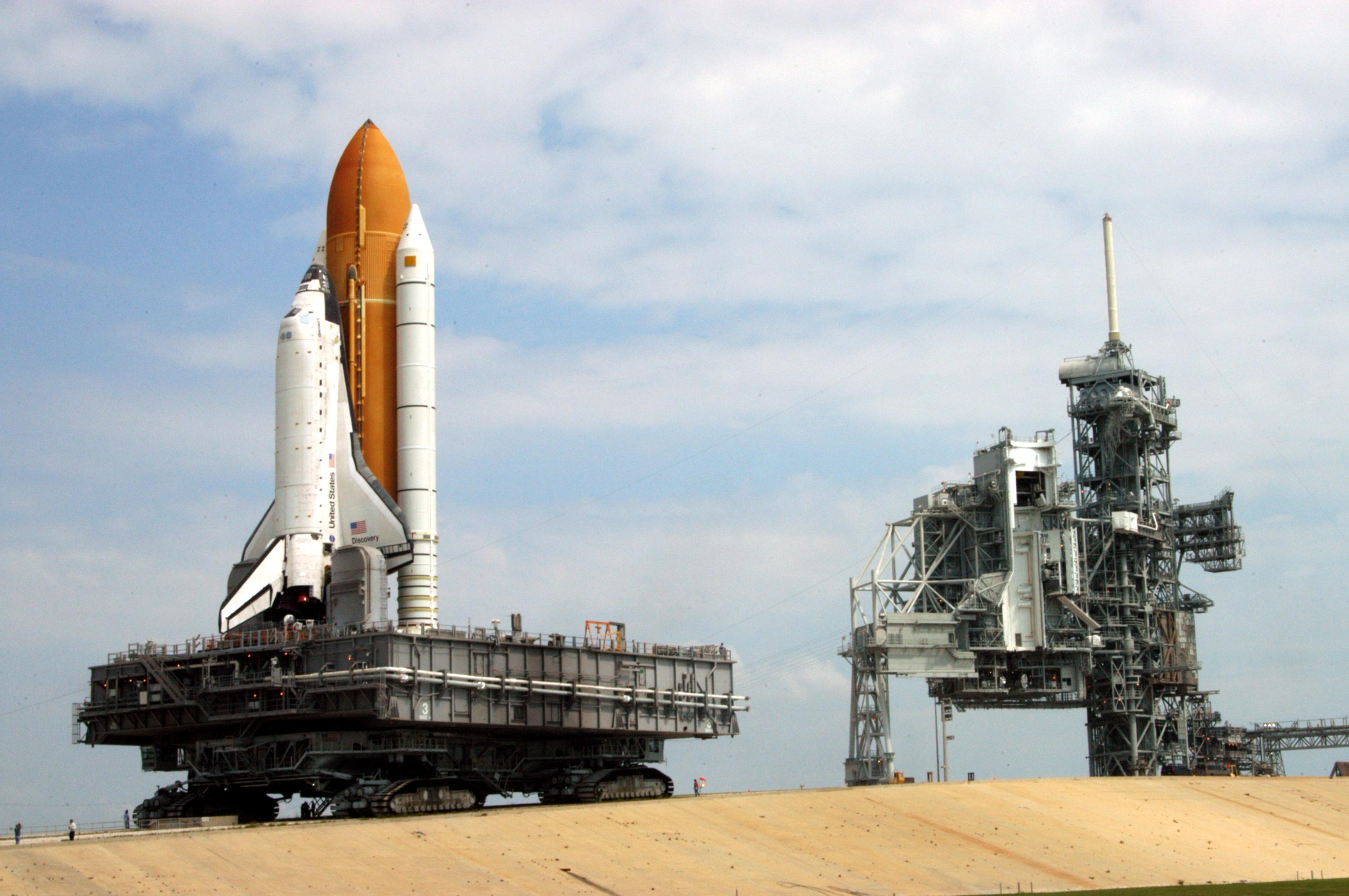
Lo Space Shuttle Discovery viene trasportato dal Crawler-transporter, sullo sfondo è visibile una torre di lancio.

Una struttura di servizio è una struttura costruita su una rampa di lancio di razzi per facilitare il montaggio e la manutenzione. 
Di solito una torre ombelicale comprende anche un ascensore che consente la manutenzione e l'accesso dell'equipaggio. Immediatamente prima dell'accensione dei motori del razzo, tutti i collegamenti tra la torre e il velivolo vengono interrotti e i ponti su cui passano questi collegamenti spesso si allontanano rapidamente per evitare danni alla struttura o al mezzo.

## Esempi

### Kennedy Space Center
Durante l'era dello Shuttle le strutture del Kennedy Space Center Launch Complex 39 comprendevano una struttura di servizio rotante che veniva spostata in corrispondenza della piattaforma dello Shuttle per il periodo di tempo in cui il velivolo spaziale stava sulla piattaforma prima del lancio, di solito diverse settimane. Tale struttura veniva ruotata all'indietro diverse ore prima del lancio, mentre la struttura di servizio fissa rimaneva sempre in posizione. 
Nel 2011 la NASA ha rimosso sia le strutture di servizio fisse che rotanti dalla piazzola della piattaforma LC-39B per far posto a una nuova generazione di lanciatori. Allo stesso modo, nel 2017-2018 SpaceX ha rimosso la struttura di servizio rotante dal LC-39A e ha modificato la struttura di servizio fissa per adattarla alla nuova serie di mezzi commerciali con equipaggio che vi saranno lanciati. 
Alcuni razzi come il Delta e il Saturn V utilizzano strutture costituite da una parte fissa, formalmente chiamata torre ombelicale e una parte mobile, che viene allontanata dal vettore diverse ore prima del lancio chiamata torre/struttura mobile di servizio. La parte mobile è spesso chiamata portale. 

#### Camera bianca

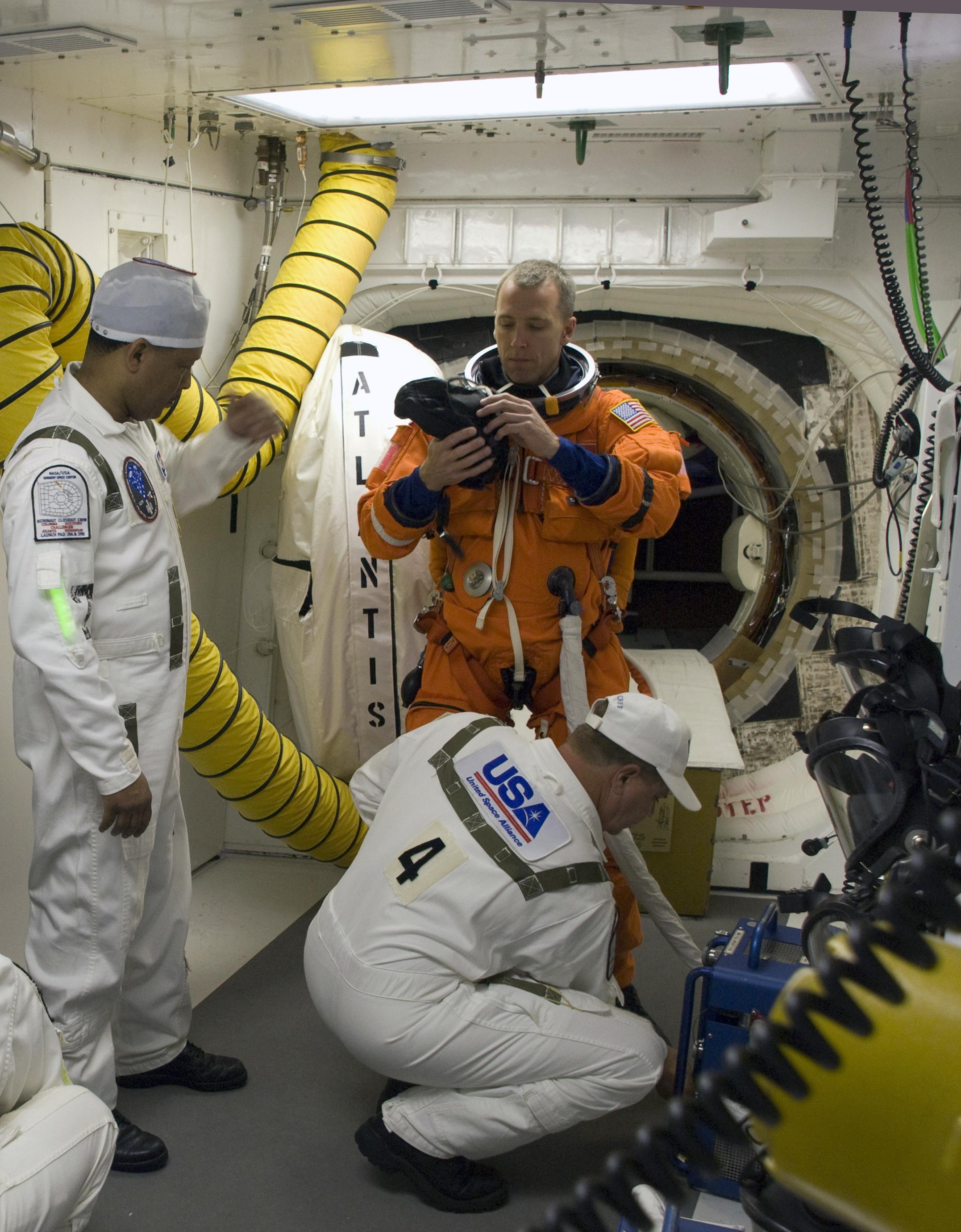
I membri del personale di chiusura aiutano l'astronauta Andrew Feustel nella camera bianca del Complesso di Lancio 39 prima del lancio di STS-125.

La "camera bianca" era la piccola area utilizzata dagli astronauti della NASA per accedere alla navicella  durante l'era dello Space Shuttle nel 2011. La stanza prende il nome dalla vernice bianca utilizzata sulla Gemini. La camera è stata utilizzata per la prima volta nel Programma Mercury, il suo uso e il colore bianco (da Gemini in poi) è continuato attraverso i successivi programmi Apollo e Space Shuttle. 
La NASA utilizzava questa camera per i preparativi finali degli astronauti prima di entrare nella navicella spaziale, ad esempio per indossare i kit paracadute, indossare i caschi e staccare le unità portatili di condizionamento dell'aria. Dopo il 2014, la NASA ha deciso di spostare la Sala Bianca in un museo.

### Cosmodromo di Baikonur
Allo stesso modo, le strutture di servizio di concezione sovietica e russa come quelle del Cosmodromo di Baikonur, durante la manutenzione del veicolo,l'intera struttura viene fatta ruotare verso l'esterno e verso il basso. 

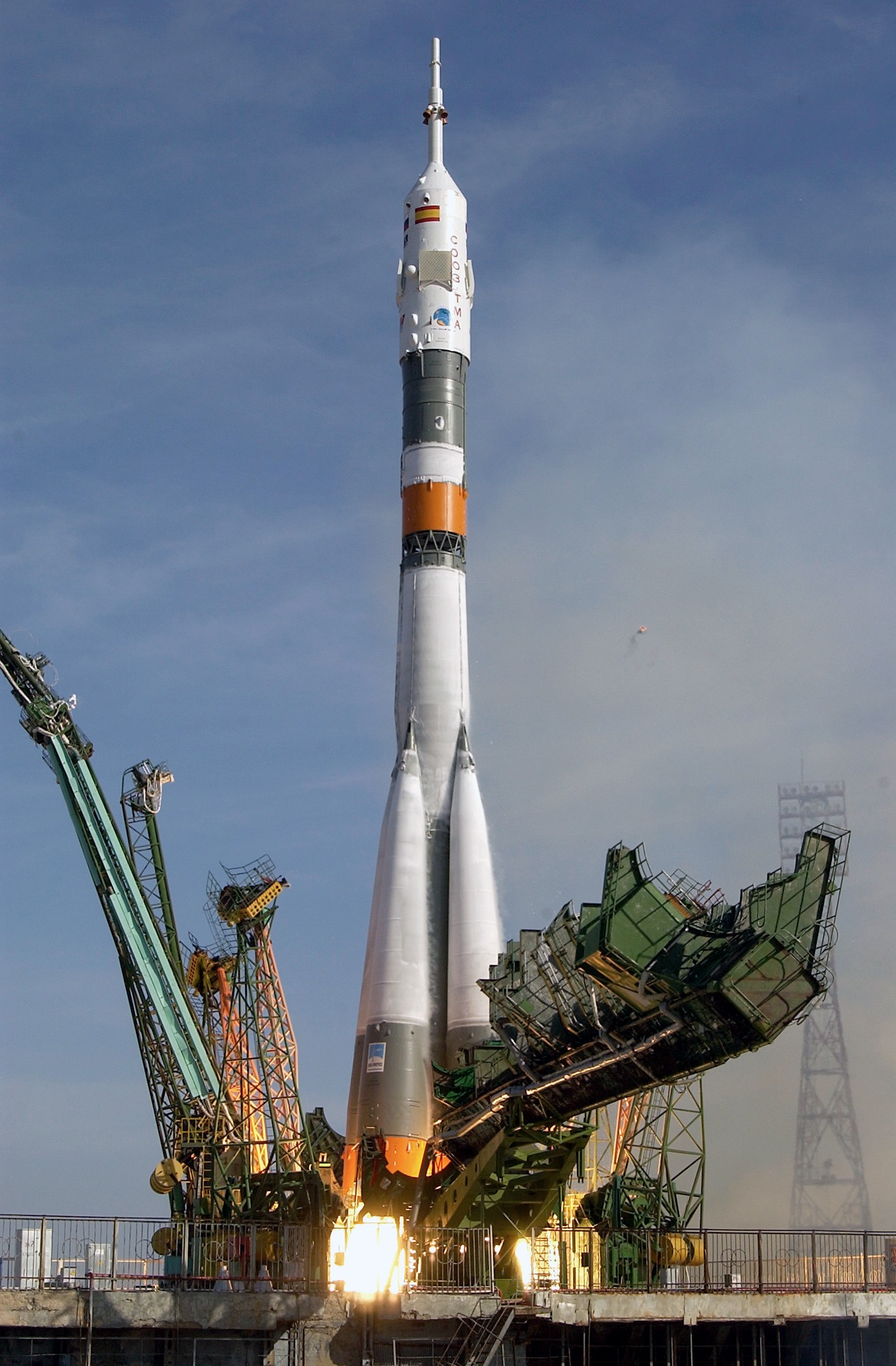
Lancio al Cosmodromo di Baikonur Sito n. 1.
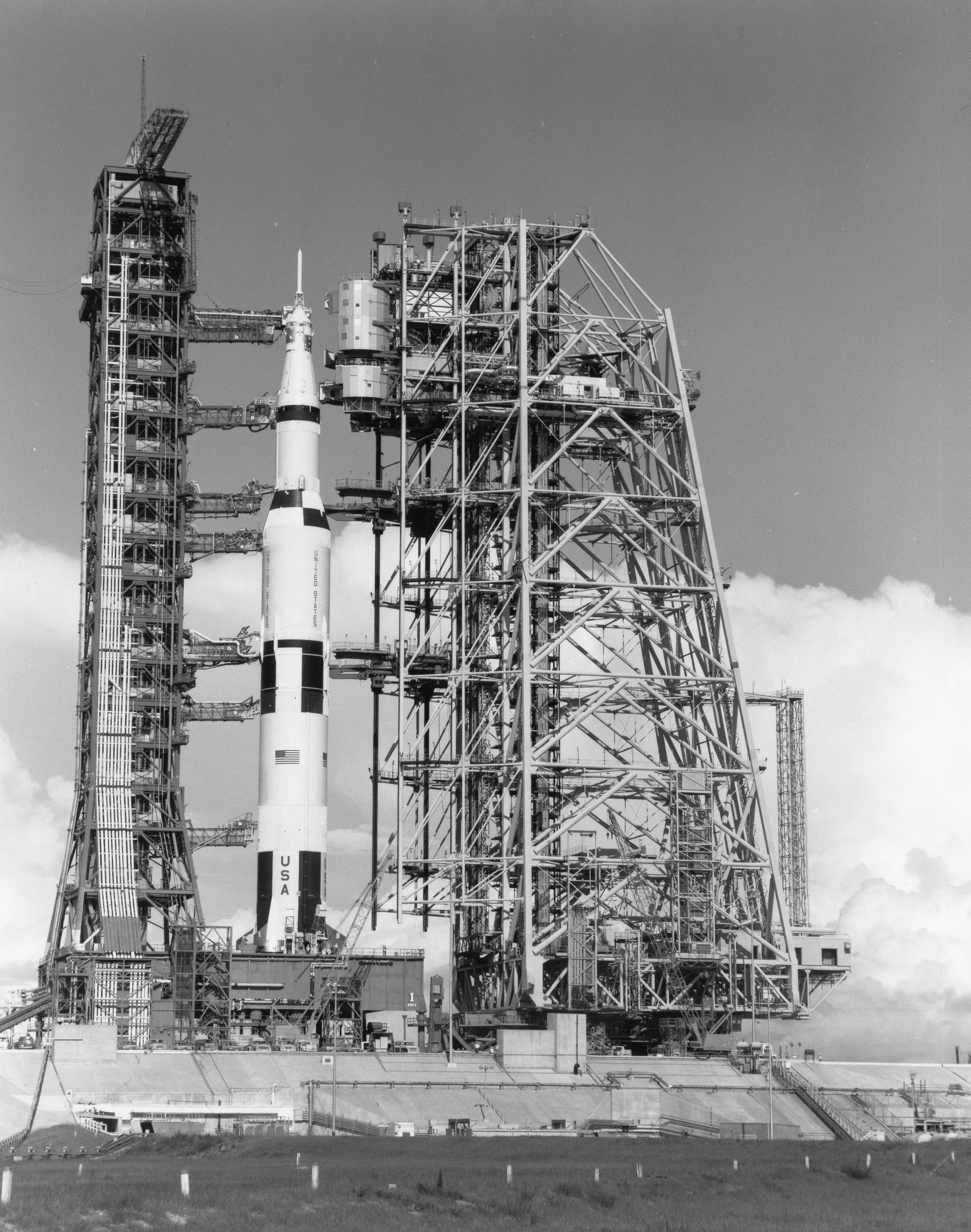
Il Saturn V con torre ombelicale di lancio (a sinistra) e strutture di servizio mobili (a destra).